# Лебедев, Юрий Владимирович (литературовед)
Ю́рий Влади́мирович Ле́бедев (род. 1 января 1940, село Светлое, Островский район, Костромская область, РСФСР, СССР) — советский и российский литературовед и писатель, тургеневед, автор научных трудов и учебных изданий по русской литературе XIX века. Доктор филологических наук, профессор.

## Биография
Родился 1 января 1940 года в селе Светлое Островского района Костромской области в семье сельских учителей. В 1954 г. окончил Светловскую семилетнюю школу, с 1954 г. учился в Островской средней школе, по окончании которой в 1957 г. поступил на историко-филологический факультет Костромского государственного педагогического института им. Н. А. Некрасова.
По завершении в 1962 г. полного курса обучения на этом факультете с присвоением квалификации учителя русского языка, литературы и истории, работал учителем Буйской школы-интернат, а затем завучем Буйской вечерней (сменной) железнодорожной школы № 8. Осенью 1963 г. поступил в аспирантуру при кафедре истории русской литературы Ленинградского государственного педагогического института им. А. И. Герцена под руководством профессора А. И. Груздева.
В 1966 г. окончил аспирантуру с защитой кандидатской диссертации «Поэмы Н. А. Некрасова 1840-50-х годов» (утвержден в степени кандидата филологических наук в 1967 г.) и был принят на должность старшего преподавателя кафедры литературы Костромского педагогического института. В 1967 г. назначен заместителем декана филологического факультета, а затем избран доцентом, заведующим кафедрой литературы.
В 1979 г. защитил докторскую диссертацию в Институте русской литературы АН СССР (Пушкинский дом) на тему «Становление эпоса в русской литературе 1840-60-х годов. Проблемы циклизации» (утвержден в степени доктора филологических наук и ученом звании профессора в 1980 г.)
Член Союза писателей СССР (1986), секретарь правления Союза писателей России.
В 2022 году подписал письмо в поддержку российского военного вторжения на Украину.

## Деятельность
За 45 лет работы в Костромском государственном университете Ю. В. Лебедев создал ряд программ по истории русской литературы и методических рекомендаций к ним. Все эти годы Юрий Владимирович читает основной курс лекций, спецкурсы и дисциплины специализации по истории русской литературы XIX века, руководит стажировками преподавателей вузов, читает лекции на курсах повышения квалификации для учителей города и области.
Автор более 200 монографий, учебников, учебных пособий для студентов и школьников, Юрий Владимирович хорошо известен российским педагогам. В его научных трудах и многочисленных школьных и вузовских учебниках и учебных пособиях отражены взгляды ученого и просветителя на творческое содружество славянских народов, их совместное процветание на основе духовности и сердечного добрососедства.
Под руководством Ю. В. Лебедева проведён ряд международных и межрегиональных научных конференций: «А. Н. Островский в новом тысячелетии», «М. Ю. Лермонтов и русская литература XIX века», «А. Н. Плещеев и русская литература», «Духовно-нравственные основы русской литературы», «Осетровские чтения», «Дедковские чтения», ежегодные богословские и образовательные «Игнатьевские чтения», богословско-образовательные чтения в районах Костромской области.
Профессор Ю. В. Лебедев является членом диссертационных советов по защите диссертаций на соискание ученой степени доктора филологических наук при Костромском государственном университете имени Н. А. Некрасова и Ивановском государственном университете. Под его руководством успешно защищены три диссертации на соискание ученой степени доктора филологических наук и более 20 диссертаций на соискание ученой степени кандидата филологических наук.
За свою просветительскую работу, активную общественную и просветительскую деятельность, огромный вклад в культурную и научную жизнь России Ю. В. Лебедев награждён многочисленными государственными, общественными и церковными наградами и премиями.

## Награды и почётные звания
- Отличник народного просвещения (1977)
- Заслуженный деятель науки Российской Федерации (17 мая 1994) — за заслуги в научной деятельности
- Медаль ордена «За заслуги перед Отечеством» II степени (2000)
- Почётный гражданин Костромской области (2 июля 2020)
- Почётный гражданин Костромы (2000)[4]
- Орден святого благоверного князя Даниила Московского III степени Русской Православной Церкви (2003)
- Орден святителя Макария митрополита Московского и всея Руси III степени Русской Православной Церкви (2003)
- Орден преподобного Сергия Радонежского III степени Русской Православной Церкви (2005)
- Почетный знак Костромской области «Труд — Доблесть — Честь» (2005)
- Медаль святого великомученика Феодора Стратилата, покровителя богохранимой Костромы (2007)

## Основные труды
- Лебедев Ю. В. Роман Ф. М. Достоевского «Преступление и наказание» в школе. — Кострома, 1968. — 93 с.
- Лебедев Ю. В. Н. А. Некрасов и русская поэма 1840—1850 годов. — Ярославль: Верх.-Волж.кн.изд-во, 1971. — 135 с.
- Лебедев Ю. В. У истоков эпоса: (Очерковые циклы в русской литературе 1840—1860-х годов): Пособие для слушателей спецкурса / Отв. ред. Н. Н. Скатов. — Ярославль : ЯГПИ, 1975. — 182 с.
- Лебедев Ю. В. «Записки охотника» И. С. Тургенева: Пособие для учителя. — М.: Просвещение, 1977. — 80 с.
- Лебедев Ю. В. Роман И. С. Тургенева «Отцы и дети» : Пособие для учителя. — М.: Просвещение, 1982. — 144 с.
- Лебедев Ю. В. В середине века: Историко-литературные очерки. — М.: Современник, 1988. — 384 с.
- Лебедев Ю. В. Иван Сергеевич Тургенев : Кн. для учащихся ст. классов сред. шк.. — М.: Просвещение, 1989. — 208 с. — (Биография писателя). — ISBN 5-09-001167-2.
- Лебедев Ю. В. Русская литература XIX века. Вторая половина : Книга для учителя. — М.: Просвещение, 1990. — 288 с.
- Лебедев Ю. Тургенев. — М. : Молодая гвардия, 1990. — 608 с. — (ЖЗЛ; Вып. 706). — 200 000 экз. — ISBN 5-235-00789-1
- Лебедев Ю. В. Литература. 10 класс : Учебник для общеобразовательных учреждений. Рекомендовано Министерством образования Российской Федерации. — М.: Просвещение, 1992.
  - 2-е изд. — М.: Просвещение, 1994.
  - 3-е изд., испр. и доп. — М.: Просвещение, 1996.
  - 4-е изд. — М.: Просвещение, 1997.
  - 5-е изд. — М.: Просвещение, 1998.
  - 6-е изд. (в том числе в серии «Московский учебник»). — М.: Просвещение, 1999.
- Лебедев Ю. В. Русская литература XIX века. 10 класс : Учебник для общеобразовательных учреждений : В 2 частях. — М.: Дрофа, 2000. — 512 с.
- Лебедев Ю. В. Русская литература XIX века. 10 класс : Учебник для общеобразовательных учреждений. В 2 частях. Допущено министерством образования Российской Федерации. — М.: Просвещение, 2000.
  - 2-е изд. — М.: Просвещение, 2001.
  - 3-е изд. — М.: Просвещение, 2002.
  - 4-е изд. — М.: Просвещение, 2003.
  - 5-е изд. — М.: Просвещение, 2004.
  - 6-е изд. — М.: Просвещение, 2005.
  - 7-е изд. — М.: Просвещение, 2006.
  - 8-е изд. — М.: Просвещение, 2007.
  - 9-е изд. — М.: Просвещение, 2007.
- Лебедев Ю. В. Художественный мир романа И. С. Тургенева «Отцы и дети». — М.: Классикс Стиль, 2002. — 288 с.
- Литература. 5-6 классы : Учебная хрестоматия для общеобразовательных учреждений / Авт.-сост.: Ю. В. Лебедев. — М.: Просвещение-регион; Просвещение, 2002. — 392 с.
- Литература. 7-9 классы : Учебная хрестоматия для общеобразовательных учреждений / Авт.-сост.: Ю. В. Лебедев. — М.: Просвещение-регион; Просвещение, 2002. — 372 с.
- Лебедев Ю. В. Духовные истоки русской классики. Поэзия XIX века. — М.: Классикс Стиль, 2005. — 256 с.
- Лебедев Ю. В. Судьбы России в творческом наследии И. С. Тургенева, Ф. И. Тютчева, Н. С. Лескова : В помощь учителю. — Орёл, 2007. — 272 с.
- Лебедев Ю. В. История русской литературы XIX века : учеб. для студ. вузов : в 3 ч. — Ч. 1. 1800—1830-е годы. — М. : Просвещение, 2007. — 480 с.; Ч. 2. 1840—1860-е годы. — М. : Просвещение, 2007. — 479 с.; Ч. 3. 1870—1890-е годы. — М. : Просвещение, 2008—479 с. — (Учебник для вузов)
- Лебедев Ю. В. Литература Костромского края XIX—XX веков: кн. для учителя. — Кострома: КГУ, 2009. — 308 с. (В соавторстве с А. Н. Романовой, А. К. Котловым).
- Лебедев Ю. В. Православная традиция в русской литературе XIX века: сб. науч. ст. — Кострома: КГУ им. Н. А. Некрасова, 2010. — 428 с.